# Városi munkásság Magyarországon a 20. század első felében
A városi munkásság a 20. század Magyarországán az egyik legnépesebb társadalmi csoport volt; az iparban és a szolgáltatásban dolgozók tartoztak ide. 

## Összetétele

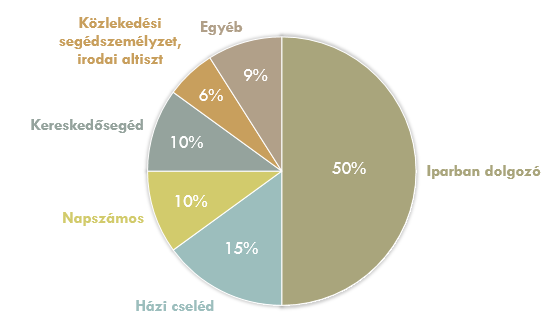
Városi munkásság foglalkoztatási aránya

Az ipari munkások száma 900 000 fő, még a szolgáltatásokban dolgozók száma 950 000 fő. Összesen körülbelül kétmillió főre lehetett becsülni a számukat. A foglalkozások aránya a következőképpen nézett ki: a dolgozók fele az iparban, 15%-a házicseléd, 10%-a napszámos. A fennmaradó 20% fele kereskedősegéd, egyharmada közlekedési segédszemély vagy irodai altiszt. 

## A nők helyzete
Az 1920-as években könnyűipari beruházások történtek, az 1930-as évek végén pedig a háborúra való készülődés következménye volt az ipari munkásság számának növekedése. Ezzel párhuzamosan a nőket foglalkoztató házi segédmunka hanyatlásnak indult. Ezt azzal lehet egyrészt indokolni, hogy a gyárakból a férfiakat katonának küldték és a helyüket nőkkel pótolták a háború során.  Az 1920-as években a nők 13%-a, az 1940-es években pedig már 23%-a dolgozott iparban. Ez azt jelentette, hogy a nőnépesség fele dolgozott az iparban. A napszámos kategória eltűnt, a kereskedelmi segédszemélyzet pedig stagnált. Ezek alapján megállapítható, hogy a Horthy-korszakban a városi munkásság száma nőtt.

### Cselédi munkakör
A városi munkásságban a nők szerepével foglalkozva, a legnagyobb számban cselédként dolgoztak. Akkoriban ez számított a legelfogadhatóbb kereső munkának számukra. Ez a munka legfőképpen a fővárosban és a nagyobb városokban volt elterjedt. Ebből következik, hogy a vándorló nők aránya növekedésnek indult. Sokan hagyták el szülőhelyüket és próbáltak az adott megyében munkát találni, de a legtöbben mégis a főváros felé vették az irányt. A fiatal lányok 15-20 életév között házi cselédnek szegődtek, és egészen addig folytatták a munkát, míg férjhez nem mentek, ami 20 és 30 életév közé tehető. Ez az egyik oka annak, hogy a női cselédek 85%-a volt hajadon.
Elsődlegesen azok a szülők adták a lányukat cselédnek, akik rászorultak gyermekeik keresetére. Továbbá a lányuk számára nem tudták biztosítani a stafírungot, ami elengedhetetlen volt a férjhez menéshez. Egy átlagos cseléd havi 30-40 pengőt keresett, amit általában félre is tudott raktak, mivel a munkaadójuk szállást és élelmezést is biztosított számukra. Továbbá ez a szerepkör elősegítette a lányokat, hogy felkészüljenek majd a családban betöltött szerepkörükre, vagyis a feleség, az anya és a háziasszony szerepére.
A cselédszolgálat nem igényelt szakképzettséget, de a hierarchiában fontos szerepe volt. A kis létszámban képzett cselédek munkakörét jelentette a nevelőnői és házvezetőnői feladatok ellátása. Alattuk helyezkedtek el a többiek, vagyis a személyzet, ahol már férfiak is megfordultak. Ez a tagoltság természetesen a bérezésükben is megfigyelhető volt. A jobb helyzetű családok, vagyis középosztálybeliek, illetve az értelmiségiek akár több cselédet is alkalmazhattak, míg a köztisztviselők csak egyet, aki mindenes szerepet látott el: mosott, főzött, takarított és vasalt.

## Iskolázottság
Jelentős analfabétizmus legfőképpen a napszámosok körében figyelhető meg, illetve kisebb mértékben a bányászoknál és a házicselédeknél. Az idő múlásával viszont fejlődés figyelhető meg, és egyre nagyobb igény volt az iskola elvégzésére. Ezt támasztja alá, hogy az 1930-as években a munkás rétegben az analfabétizmus aránya 10% alá került. Ez egy fontos jellemzője a rétegnek, mely által elhatárolódik a vidék mezőgazdasági proletariátustól.

## Fölényük a mezőgazdasági népesség felett
A mezőgazdasági népességgel szemben a városi munkás több tekintetben is megőrizte fölényét. Egyrészt azért, mert városokban laktak, így eleve civilizáltabb környezetben éltek, másrészt azért, mert stabilabb és magasabb volt az életnívójuk. Ez ebben a korszakban kétszer jelentett súlyos problémát: elsőként a korszak elején, mikor a haditermelés leállt, majd pedig gazdasági válság bekövetkezésekor. Ezek a tömeges elnyomorodások csak alkalmanként jelentettek igazán nagy veszélyt, és csak átmeneti jelenségek voltak. Idővel a munkanélküliség folyamatosan csökkent, főleg a háború idején, akkor már volt olyan hely, ahol munkaerőhiányban szenvedtek. A munkanélküliség pedig a városi munkásságnak azt a részét érintette leginkább, akik nem voltak annyira tanultak.

### Bérezés
A másik meghatározó tényező, amivel megőrizte a mezőgazdasági népesség felett a fölényét a városi munkásság, a munkabér volt. A városi munkásság több pénzt kapott munkájáért, mint egy mezőgazdaságban dolgozó, viszont a munkások bérezésén belül is nagy különbségeket voltak, ami 4-5-szörös eltérés is lehetett. A munkás bérét meghatározta a képzettség, vagyis minél képzettebb volt, annál nagyobb bérre tehetett szert. Továbbá megfigyelhető volt a nemek megkülönböztetése is, hiszen a férfiak átlagosan többet kerestek a nőknél. A munkahely megválasztása is befolyásolta a béreket és az életkor is. A 40. és 54. életév között érték el a munkások a jövedelmük maximumát. Ez azt jelentette, hogy a szakmunkások bére megduplázódott, a betanított munkások bére is emelkedett, viszont a segédmunkások bére nem volt kiemelkedő. Az 50-en felüli munkások bére pedig fokozatosan csökkent. Mindezek ismeretében nagyon nehéz megállapítani, hogy körülbelül mennyit is kereshetett ekkoriban egy gyári munkás. Becslések szerint az átlagos szakmunkásbér a válság előtt havi 150-200 pengőt, a betanított munkás 100-150 pengőt és a gyári segédmunkás pedig 80-100 pengőt keresett. A kifizetés többféle formában történhetett meg a Horthy-korban: a gyáriparokban az órabérezés figyelhető meg, melyet követett a teljesítmény szerinti bérezés és a heti bérezés. Ezeket a béreket pedig a gyári menedzsment határozta meg mindaddig, míg bevezették az ipari bérminimumot, innentől az állam hatáskörébe tartozott a bérezés. A bérminimum rendszerének haszonélvezői a segédmunkások voltak.
A munkások jövedelmének meghatározását az is nehezítette, hogy nem tudjuk pontosan, milyen körülmények között éltek. Akik vidéken éltek saját lakásban és saját földdel rendelkeztek, így lakbért nem fizettek és el tudták tartani magukat, ez számukra nem jelentett plusz kiadást a megélhetés szempontjából. A városokban élő munkásoknak általában lakbért kellett fizetniük, ha nem rendelkeztek saját lakással, és ezen felül az élelemért is fizetniük kellett. A Budapesten és az elővárosokban élő ipari munkáscsaládok jövedelmük 10-15%-át lakbérre és 45-50%-ot élelmiszerre költöttek. Továbbá voltak kétlaki munkások is, a bányászok és az idénymunkások, akik nemcsak a gyárakban dolgoztak, hanem mellette másodállást is vállaltak.

### Munkáscsaládok kategorizálása jövedelem alapján
A fent említett tényezők szerint a munkáscsaládokat a jövedelmük alapján négy csoportra tudjuk bontani. 
1. A legalsó kategóriába tartoztak az alacsony jövedelműek, akik első generációs, valószínűleg szakképzetlen munkások és családjaik. Itt a családfő alacsony bérrel, jövedelemmel rendelkezett és ebből tartotta el családját viszonylag sok gyerekkel. Így az életstratégiájukat a „máról-holnapra” jellemezte.
2. A következő szinten helyezkedtek el az átlagos jövedelmű családok, ahol nem a családfő bére volt meghatározó. Itt kevesebb gyerek figyelhető meg, illetve a többi családtag is dolgozott, ami növelte a bevételeket. Észrevehető az is, hogy a családtagok keresete meghaladta a családfő keresetét.
3. A harmadik szinten voltak az átlagon felüli jövedelmű családok, ahol a családfő szakmunkás férfi volt magasabb keresettel. A család többi tagja szintén kedvező jövedelemmel rendelkezett. Több gyerek fordult elő a családban, akiket hamar munkába állítottak és nem tanították tovább, hogy fenn tudják tartani a család jólétét.
4. A legmagasabb kategóriába tartoztak a magas jövedelmű családok, ahol a családfő több mint 300 pengő havi keresettel is rendelkezhetett. Itt  általában az apa másodállást is vállalt, a feleség és a gyerekek pedig ritkán vállaltak munkát. Ennél a csoportnál érvényesül leginkább a polgári család modell normája. Az első két típusba tartozó családok határozták meg a városi ipari munkásság többségét.

## A munkások vándorlása
A városi munkásságnak körülbelül 60% máshol lakott, mint ahol született. A munkaformák közül a házi cselédek voltak azok, akik leginkább elhagyták szülőhelyüket, de mellettük a közszolgálati és a közlekedési segédszemélyzet is nagy számban elvándorolt. A kereskedősegédek és a segédszemélyzetek picivel több mint a fele vándorolt el. Ha csak a budapesti munkásság és a vándorlás kapcsolatát vizsgáljuk, akkor megállapíthatjuk, hogy a pesti cselédek körülbelül 97%-a volt országon belüli „bevándorló”, az ipari és kereskedelmi munkásságnak kétharmad része volt „migráns”, akik biztosították szükséges munkaerő utánpótlást. Ennek eredményeként jöttek létre a nyomortelepek.

## Forrás
Gyáni Gábor - Kövér György: Magyarország társadalomtörténete, A reformkortól a második világháborúig